# Франц, Виктор Абрамович
Виктор Абрамович Франц (род. 8 июня 1947, п. Батамшинский, Новороссийский район, Актюбинская область, Казахская ССР) — советский и российский хозяйственный и государственный деятель. Председатель Орского горисполкома (1990—1992), глава администрации города Орска (1992—1996), глава города Орска (2010—2015), председатель Орского городского Совета депутатов (2015—2020).

## Биография
Родился 8 июня 1947 года в посёлке Батамшинский Новороссийского района Актюбинской области Казахской ССР в семье рабочих.
В 1963 году семья переехала в город Орск, где Виктор заканчивает среднюю школу № 2.
В 1978 году окончил Всесоюзный заочный финансово-экономический институт.
В 1965—1968 гг. служил в рядах Советской Армии.
Трудовую деятельность начал на «Южуралмашзаводе»: работал слесарем цеха №8, секретарем комитета комсомола, заместителем секретаря парткома, заместителем директора.
С 1986 года — заместитель председателя, а с 1990-го — председатель Орского горисполкома.
В 1992—1996 гг. — глава администрации города Орска.
С 1997 года — управляющий Орского отделения Сбербанка России.
В 2010—2015 гг. — глава города Орска.
В 2015—2020 гг. — председатель Орского городского Совета депутатов.

## Награды
Почётный гражданин города Орска (2007)